# حبه بنت هلیل
حبه بنت هلیل (عربی: حبة بنت هلیل) مادربزرگ هاشم بن عبدمناف بود، که در نتیجه جده‌ی بزرگ پیامبر اسلام است.